# 197. п. н. е.

## Догађаји
- Римском победом у бици код Киноскефала завршава се Други македонски рат.